# Хассанзаде, Хосров
Хассанзаде, Хосров (перс. خسرو حسن‌زاده‎; 21 декабря 1963[…], Тегеран — 2 июля 2023) — иранский художник.

## Биография
Родился 21 декабря 1963 года в Тегеране в семье азербайджанских рабочих, торговавших фруктами. Ему было всего 17 лет, когда разразилась ирано-иракская война, он бросил школу и записался в ополчение Басидж, но впоследствии был вынужден остаться призывником. Вернувшись с войны, решил работать над темами, отражающими его военный опыт.
После возвращения к гражданской жизни изучал искусство, поступив в Университет Моджтама-э-Хонар (1989–1991), где изучал живопись, а затем на персидскую литературу в университете Азад (1995–99), оба в Тегеране. Его учителя рисования советовали ему «рисовать поменьше», чтобы его работы пользовались спросом, но он проигнорировал этот совет. С самого начала был полон решимости рисовать большие фрески и плакаты.
Впервые показал себя в 1980-х годах, но получил международное признание только благодаря картине «Война» (1998), где описывал свой собственный опыт в качестве солдата-добровольца во время ирано-иракской войны. В «Ашуре» (2000), «женской» интерпретации самой почитаемой шиитской религиозной церемонии, он изобразил одетых в чадру женщин, погруженных в религиозную иконографию. Картины «Чадра» (2001) и «Проститутки» (2002) продолжили исследование социологических тем, характерных для гипергендерного городского ландшафта Ирана. На последних картинах использовались фотографии полицейских, чтобы отдать дань уважения шестнадцати проституткам, убитым серийным убийцей в Мешхеде, религиозной столице Ирана. Картины были созданы после того, как режиссер Мазиар Бахари поручил Хасанзаде создать плакат для своего фильма «И пришел паук». В фильме «Террорист» (2004) художник поставил под сомнение концепцию «терроризма» в международной политике, изображая себя, свою мать и сестер «террористами».
В отличие от многих своих современников, покинувших Иран, Хасанзаде решил продолжить жить и работать художником на родине. Жил в Тегеране, где работал актером, художником и керамистом. Его работы были представлены на многих выставках в Европе и на Ближнем Востоке. Журнал Time однажды назвал его одним из самых «горячих» артистов страны.
Умер от отравления метанолом 2 июля 2023 года в возрасте 60 лет.

## Работы
Работы Хасанзаде часто затрагивают вопросы, которые считаются чувствительными в иранском обществе, и поэтому его часто называют «политическим» художником или «поп-артистом». Ученые описывают его стиль как нечто среднее между диссидентским и режимным искусством. Сам художник назвал свою работу «народным искусством», поскольку она затрагивает социальные проблемы, затрагивающие обычных людей. Его творчество находится под влиянием движения Сакка Кане и традиционного иранского искусства.
Персональные выставки Хасанзаде прошли в Амстердаме, Бейруте, Дубае, Лондоне, Пномпене и Тегеране. Его работы хранятся в Британском музее, Тегеранском музее современного искусства (TMOCA), Всемирном банке и Тропенмузеуме, а также в других местах и коллекциях. Работал в основном с живописью, шелкографией, мозаикой и смешанной техникой.

### Избранные работы
- Ранние картины, серия, 1988–1998 гг.[10]
- Мать, бумага, пастель, серия, 1988 год[10]
- Должен ли я подписать, холст, масло, 180 × 120 см, 1999 год[11]
- Инсталляция Ашура (сотрудничество с Садехом Тираханом), выставленная в TMOCA, лето 2001 год[12]
- Террорист, серия из четырех частей, 2004 год[13]
- Я Ми Модал, бумага, шелкография, масло, 200 × 200 см, 2008 год[14]
- Готовый заказ, смешанная техника, 215 × 135 × 28 см, 2009 год[15]
- Купольная мозаика, керамическая тарелка, 2010 год[16]
- Помните, смешанная техника на керамической плитке, 2010 год[17]